# Meijiang, Chongqing
Meijiang (kinesiska: 梅江) är en köping i sydvästra Kina. Den ligger i häradet Xiushan i storstadsområdet Chongqing, omkring 280 kilometer sydost om det centrala stadsdistriktet Yuzhong.  I mars 2011 inkorporerades socknen Bajia i Meijiang.